# Reichstag zu Worms (862)
Der Reichstag zu Worms im Jahr 862 war eine Reichsversammlung in Worms unter König Ludwig II. (dem Deutschen).

## Ereignisse
Der König hatte den Winter in Bayern verbracht und war im Frühsommer an den Rhein gekommen, wo in Worms eine Reichsversammlung abgehalten wurde. Anschließend traf sich Ludwig II. mit König Lothar II. von Lotharingen in Mainz.
Die Quellenlage auch zu dieser Reichsversammlung in Worms ist dürftig. Nur die Xantener Annalen erwähnen sie, während die Fuldaer Annalen lediglich den Aufenthalt Ludwig II. in Mainz benennen. Die Quelle geht auch nicht auf inhaltliche Fragen ein, die bei dieser Reichsversammlung besprochen wurden. Tagungsort dürfte die Königspfalz in Worms gewesen sein. Hinzu kommt, dass die Quellenlage zur Herrschaft Ludwig II. für das Jahrzehnt nach 860 insgesamt sehr schlecht ist.